# ザ・ビートルズ・アンソロジー2
『ザ・ビートルズ・アンソロジー2』（The Beatles Anthology 2）は、1996年に発売されたビートルズのコンピレーション・アルバム。CDで発売された後に3枚組LPレコードでも発売された。本作にはアルバム『ヘルプ!』から『マジカル・ミステリー・ツアー』までのセッションで録音された別テイクや未発表曲、日本武道館などでのライブ演奏が収められているほか、ジョン・レノン作の「リアル・ラヴ」が他のメンバーによる録音が加えられ、ビートルズの作品として収録された。
リマスタリングされた『ザ・ビートルズ・アンソロジー1』『ザ・ビートルズ・アンソロジー3』と、本作をコンパイルしたものが『The Beatles Anthology Box Set』として2011年6月14日に、iTunes Storeにて配信がスタートした。

## 概要
本作に新曲として収録された「リアル・ラヴ」は、『1』に収録された「フリー・アズ・ア・バード」と同様にジョン・レノンによって書かれた楽曲で、レノンの未亡人であるオノ・ヨーコよりデモをポール・マッカートニーが受け取り、それを基にマッカートニー、ジョージ・ハリスン、リンゴ・スターの3人で楽器やコーラスを加えて完成させた楽曲である。ただし、「フリー・アズ・ア・バード」とは異なり、歌詞やメロディを新たに加えた箇所がないことから、ビートルズの楽曲で唯一レノン単独のクレジットとなった楽曲となっている。
DISC 1に収録された「イフ・ユーヴ・ガット・トラブル」と「ザット・ミーンズ・ア・ロット」の2曲はアルバム『ヘルプ!』のセッション、「12・バー・オリジナル」はアルバム『ラバー・ソウル』のセッションでレコーディングされた楽曲だったが、いずれも収録されないままとなっていた楽曲。収録順は基本的に時系列どおりとなっているが、当初6曲目に収録予定だった「アイム・ダウン」のみ、マッカートニーの要求で3曲目に繰り上げられた。
また、マッカートニーは本作に1967年に開催された芸術祭のために制作した実験音楽「カーニヴァル・オブ・ライト」を収録することを希望していたが、他の2人とオノによって拒否されたため断念した。このほかにも1965年のシェイ・スタジアム公演から「シーズ・ア・ウーマン」のライブ音源、1966年の日本武道館公演から「ひとりぼっちのあいつ」のライブ音源、「ペイパーバック・ライター」のボーカルのみを抽出した音源、「嘘つき女」と「ラヴ・ユー・トゥ」のアウトテイクが収録される予定となっていたが、最終的に未収録となった。

## 収録曲
- 特記がない限り作詞作曲はレノン＝マッカートニー。
- 原題の表記はApple Musicでの表記[13]、邦題の表記は公式サイトの曲目[14]に準拠。

### CD
| #         | タイトル                                                                                           | 作詞・作曲                                                                      | 時間  |
| --------- | -------------------------------------------------------------------------------------------------- | ------------------------------------------------------------------------------- | ----- |
| 1.        | 「リアル・ラヴ」(Real Love)                                                                        | ジョン・レノン                                                                  | 3:54  |
| 2.        | 「イエス・イット・イズ」(Yes It Is (Take 2 & 14))                                                  |                                                                                 | 1:50  |
| 3.        | 「アイム・ダウン」(I'm Down (Take 1))                                                              |                                                                                 | 2:53  |
| 4.        | 「悲しみはぶっとばせ」(You've Got to Hide Your Love Away (Takes 1, 2 & 5))                         |                                                                                 | 2:44  |
| 5.        | 「イフ・ユーヴ・ガット・トラブル」(If You've Got Trouble)                                          |                                                                                 | 2:48  |
| 6.        | 「ザット・ミーンズ・ア・ロット」(That Means a Lot (Take 1))                                        |                                                                                 | 2:26  |
| 7.        | 「イエスタデイ」(Yesterday (Take 1))                                                               |                                                                                 | 2:34  |
| 8.        | 「イッツ・オンリー・ラヴ」(It's Only Love (Takes 3 & 2))                                           |                                                                                 | 1:58  |
| 9.        | 「アイ・フィール・ファイン」(I Feel Fine (Live on Blackpool Night Out))                            |                                                                                 | 2:16  |
| 10.       | 「涙の乗車券」(Ticket to Ride (Live on Blackpool Night Out))                                       |                                                                                 | 2:44  |
| 11.       | 「イエスタデイ」(Yesterday (Live on Blackpool Night Out))                                          |                                                                                 | 2:42  |
| 12.       | 「ヘルプ!」(Help! (Live on Blackpool Night Out))                                                   |                                                                                 | 2:54  |
| 13.       | 「みんないい娘」(Everybody's Trying To Be My Baby (Live at Shea Stadium))                          | カール・パーキンス                                                              | 2:45  |
| 14.       | 「ノーウェジアン・ウッド (ノルウェーの森)」(Norwegian Wood (This Bird Has Flown) [Take 1])         |                                                                                 | 1:59  |
| 15.       | 「君はいずこへ」(I'm Looking Through You (Take 1))                                                 |                                                                                 | 2:53  |
| 16.       | 「12・バー・オリジナル」(12-Bar Original (Take 2, Edited))                                         | ジョン・レノン ポール・マッカートニー ジョージ・ハリスン リチャード・スターキー | 2:55  |
| 17.       | 「トゥモロー・ネバー・ノウズ」(Tomorrow Never Knows (Take 1))                                      |                                                                                 | 3:14  |
| 18.       | 「ゴット・トゥ・ゲット・ユー・イントゥ・マイ・ライフ」(Got to Get You Into My Life (Take 5))       |                                                                                 | 2:54  |
| 19.       | 「アンド・ユア・バード・キャン・シング」(And Your Bird Can Sing (Take 2))                          |                                                                                 | 2:13  |
| 20.       | 「タックスマン」(Taxman (Take 11))                                                                 | ジョージ・ハリスン                                                              | 2:32  |
| 21.       | 「エリナー・リグビー (ストリングス・オンリー)」(Eleanor Rigby (Strings Only))                      |                                                                                 | 2:06  |
| 22.       | 「アイム・オンリー・スリーピング (リハーサル)」(I'm Only Sleeping (Rehearsal))                     |                                                                                 | 0:40  |
| 23.       | 「アイム・オンリー・スリーピング (テイク1)」(I'm Only Sleeping (Take 1))                           |                                                                                 | 2:59  |
| 24.       | 「ロック・アンド・ロール・ミュージック」(Rock and Roll Music (Live at Nippon Budokan Hall, Tokyo)) | チャック・ベリー                                                                | 1:39  |
| 25.       | 「シーズ・ア・ウーマン」(She's A Woman (Live at Nippon Budokan Hall, Tokyo))                       |                                                                                 | 2:56  |
| 合計時間: | 合計時間:                                                                                          | 合計時間:                                                                       | 63:28 |

| #         | タイトル | 作詞・作曲         | 時間  |
| --------- | --- | ------------------ | ----- |
| 1.        | 「ストロベリー・フィールズ・フォーエバー (デモ・シークエンス)」(Strawberry Fields Forever (Demo Sequence))                          |                    | 1:42  |
| 2.        | 「ストロベリー・フィールズ・フォーエバー (テイク1)」(Strawberry Fields Forever (Take 1))                                            |                    | 2:34  |
| 3.        | 「ストロベリー・フィールズ・フォーエバー (テイク7/エディット・ピース)」(Strawberry Fields Forever (Take 7 and Edit Piece))          |                    | 4:13  |
| 4.        | 「ペニー・レイン」(Penny Lane (Alternative Mix))                                                                                    |                    | 3:12  |
| 5.        | 「ア・デイ・イン・ザ・ライフ」(A Day In the Life (Takes 1, 2, 6 and Orchestra))                                                     |                    | 5:04  |
| 6.        | 「グッド・モーニング・グッド・モーニング」(Good Morning Good Morning (Take 8))                                                      |                    | 2:40  |
| 7.        | 「オンリー・ア・ノーザン・ソング」(Only a Northern Song (Takes 3 & 12))                                                             | ジョージ・ハリスン | 2:43  |
| 8.        | 「ビーイング・フォー・ザ・ベネフィット・オブ・ミスター・カイト (テイク1&2)」(Being For the Benefit of Mr. Kite! (Takes 1 & 2))      |                    | 1:05  |
| 9.        | 「ビーイング・フォー・ザ・ベネフィット・オブ・ミスター・カイト (テイク7)」(Being For the Benefit of Mr. Kite! (Take 7))             |                    | 2:33  |
| 10.       | 「ルーシー・イン・ザ・スカイ・ウィズ・ダイアモンズ」(Lucy In the Sky with Diamonds (Takes 6, 7 & 8))                                |                    | 3:05  |
| 11.       | 「ウィズイン・ユー・ウィズアウト・ユー (インストゥルメンタル)」(Within You Without You (Instrumental))                              | ジョージ・ハリスン | 5:28  |
| 12.       | 「サージェント・ペパーズ・ロンリー・ハーツ・クラブ・バンド (リプライズ)」(Sgt. Pepper's Lonely Hearts Club Band (Reprise) [Take 5]) |                    | 1:27  |
| 13.       | 「ユー・ノウ・マイ・ネーム」(You Know My Name (Look Up the Number))                                                                 |                    | 5:43  |
| 14.       | 「アイ・アム・ザ・ウォルラス」(I Am the Walrus (Take 16))                                                                           |                    | 4:01  |
| 15.       | 「フール・オン・ザ・ヒル (デモ)」(The Fool On the Hill (Demo))                                                                      |                    | 2:48  |
| 16.       | 「ユア・マザー・シュッド・ノウ」(Your Mother Should Know (Take 27))                                                                 |                    | 3:02  |
| 17.       | 「フール・オン・ザ・ヒル (テイク4)」(The Fool On the Hill (Take 4))                                                                 |                    | 3:44  |
| 18.       | 「ハロー・グッドバイ」(Hello, Goodbye (Take 16))                                                                                    |                    | 3:17  |
| 19.       | 「レディ・マドンナ」(Lady Madonna (Takes 3 & 4))                                                                                    |                    | 2:22  |
| 20.       | 「アクロス・ザ・ユニバース」(Across the Universe (Take 2))                                                                          |                    | 3:30  |
| 合計時間: | 合計時間: | 合計時間:          | 64:13 |

### アナログ盤
アナログA面
1. リアル・ラヴ
2. イエス・イット・イズ
3. アイム・ダウン
4. 悲しみはぶっとばせ
5. イフ・ユーヴ・ガット・トラブル
6. ザット・ミーンズ・ア・ロット
7. イエスタデイ
8. イッツ・オンリー・ラヴ

アナログB面
1. アイ・フィール・ファイン
2. 涙の乗車券
3. イエスタデイ
4. ヘルプ!
5. みんないい娘
6. ノーウェジアン・ウッド (ノルウェーの森)
7. 君はいずこへ
8. 12・バー・オリジナル

アナログC面
1. トゥモロー・ネバー・ノウズ
2. ゴット・トゥ・ゲット・ユー・イントゥ・マイ・ライフ
3. アンド・ユア・バード・キャン・シング
4. タックスマン
5. エリナー・リグビー (ストリングス・オンリー)
6. アイム・オンリー・スリーピング (リハーサル)
7. アイム・オンリー・スリーピング (テイク1)
8. ロック・アンド・ロール・ミュージック
9. シーズ・ア・ウーマン

アナログD面
1. ストロベリー・フィールズ・フォーエバー (デモ・シークエンス)
2. ストロベリー・フィールズ・フォーエバー (テイク1)
3. ストロベリー・フィールズ・フォーエバー (テイク7/エディット・ピース)
4. ペニー・レイン
5. ア・デイ・イン・ザ・ライフ
6. グッド・モーニング・グッド・モーニング
7. オンリー・ア・ノーザン・ソング

アナログE面
1. ビーイング・フォー・ザ・ベネフィット・オブ・ミスター・カイト (テイク1&2)
2. ビーイング・フォー・ザ・ベネフィット・オブ・ミスター・カイト (テイク7)
3. ルーシー・イン・ザ・スカイ・ウィズ・ダイアモンズ
4. ウィズイン・ユー・ウィズアウト・ユー (インストゥルメンタル)
5. サージェント・ペパーズ・ロンリー・ハーツ・クラブ・バンド (リプライズ)
6. ユー・ノウ・マイ・ネーム

アナログF面
1. アイ・アム・ザ・ウォルラス
2. フール・オン・ザ・ヒル (デモ)
3. ユア・マザー・シュッド・ノウ
4. フール・オン・ザ・ヒル (テイク4)
5. ハロー・グッドバイ
6. レディ・マドンナ
7. アクロス・ザ・ユニバース

### カセットテープ
カセットA面
1. リアル・ラヴ
2. イエス・イット・イズ
3. アイム・ダウン
4. 悲しみはぶっとばせ
5. イフ・ユーヴ・ガット・トラブル
6. ザット・ミーンズ・ア・ロット
7. イエスタデイ
8. イッツ・オンリー・ラヴ
9. アイ・フィール・ファイン
10. 涙の乗車券
11. イエスタデイ
12. ヘルプ!

カセットB面
1. みんないい娘
2. ノーウェジアン・ウッド (ノルウェーの森)
3. 君はいずこへ
4. 12・バー・オリジナル
5. トゥモロー・ネバー・ノウズ
6. ゴット・トゥ・ゲット・ユー・イントゥ・マイ・ライフ
7. アンド・ユア・バード・キャン・シング
8. タックスマン
9. エリナー・リグビー (ストリングス・オンリー)
10. アイム・オンリー・スリーピング (リハーサル)
11. アイム・オンリー・スリーピング (テイク1)
12. ロック・アンド・ロール・ミュージック
13. シーズ・ア・ウーマン

カセットC面
1. ストロベリー・フィールズ・フォーエバー (デモ・シークエンス)
2. ストロベリー・フィールズ・フォーエバー (テイク1)
3. ストロベリー・フィールズ・フォーエバー (テイク7/エディット・ピース)
4. ペニー・レイン
5. ア・デイ・イン・ザ・ライフ
6. グッド・モーニング・グッド・モーニング
7. オンリー・ア・ノーザン・ソング
8. ビーイング・フォー・ザ・ベネフィット・オブ・ミスター・カイト (テイク1&2)
9. ビーイング・フォー・ザ・ベネフィット・オブ・ミスター・カイト (テイク7)
10. ルーシー・イン・ザ・スカイ・ウィズ・ダイアモンズ
11. ウィズイン・ユー・ウィズアウト・ユー (インストゥルメンタル)

カセットD
1. サージェント・ペパーズ・ロンリー・ハーツ・クラブ・バンド (リプライズ)
2. ユー・ノウ・マイ・ネーム
3. アイ・アム・ザ・ウォルラス
4. フール・オン・ザ・ヒル (デモ)
5. ユア・マザー・シュッド・ノウ
6. フール・オン・ザ・ヒル (テイク4)
7. ハロー・グッドバイ
8. レディ・マドンナ
9. アクロス・ザ・ユニバース

## チャート成績

### 週間チャート
| チャート (1996年)                      | 最高位 |
| -------------------------------------- | ------ |
| オーストラリア (ARIA)                  | 2      |
| オーストリア (Ö3 Austria)              | 9      |
| ベルギー (Ultratop Flanders)           | 8      |
| ベルギー (Ultratop Wallonia)           | 7      |
| カナダ (RPM)                           | 3      |
| フィンランド (Suomen virallinen lista) | 5      |
| フランス (SNEP)                        | 2      |
| ドイツ (Media Control AG)              | 4      |
| 日本 (オリコン)                        | 3      |
| イタリア (Musica e dischi)             | 16     |
| オランダ (MegaCharts)                  | 4      |
| ニュージーランド (RIANZ)               | 3      |
| ノルウェー (VG-Lista)                  | 5      |
| スウェーデン (Sverigetopplistan)       | 2      |
| スイス (Schweizer Hitparade)           | 4      |
| UK アルバムズ (OCC)                    | 1      |
| US Billboard 200                       | 1      |

### 年間チャート
| チャート (1996年)          | 順位 |
| -------------------------- | ---- |
| カナダ (RPM Year-End)      | 34   |
| イタリア (Musica e dischi) | 107  |
| 日本 (オリコン)            | 95   |
| US Billboard 200           | 39   |

## 認定
| 国/地域                    | 認定        | 認定/売上数 |
| -------------------------- | ----------- | ----------- |
| ベルギー (BEA)             | Gold        | 25,000*     |
| カナダ (Music Canada)      | 4× Platinum | 400,000^    |
| フランス (SNEP)            | Gold        | 109,900     |
| 日本 (RIAJ)                | Platinum    | 266,000     |
| イギリス (BPI)             | Platinum    | 300,000^    |
| アメリカ合衆国 (RIAA)      | 4× Platinum | 2,000,000^  |
| ^ 認定のみに基づく出荷枚数 |             |             |